# 哈尔滨公交552路
哈尔滨公交552路是哈尔滨公交的一条线路，全长29.2公里。由呼兰区呼兰亿兴小区到道里区河曲街。本路线在开通初期，曾因车型问题广遭乘客诟病。

## 历史
- 2007年12月26日，路线开通[2]。使用江淮客车。
- 2008年5月，增添了原用于哈尔滨公交551路的金龙XMQ6886HF型后置柴油空调车和江淮客车。分区点位于学院路道口，采取分段票价模式（呼兰亿兴小区至学院路道口3元，学院路道口至河曲街2元）。
- 2009年5月1日，因哈尔滨呼兰河大桥收费站撤销，本路线车辆不再缴纳过路费[3]。
- 2009年8月，增添金龙XMQ6105G4型后置柴油空调公交车。
- 2010年6月8日，因公路大桥施工，552路缩短至太阳岛道口终到[4]。
- 2010年6月10日，公路大桥施工结束，552路恢复正常运行。
- 2012年11月，为应对客流增长，再度增添金龙XMQ6105G4型后置柴油空调公交车。同时停用并报废金龙XMQ6886HF型后置柴油空调车和江淮客车。
- 2013年8月，增添金龙XMQ6105G6型后置柴油空调公交车。
- 2014年9月10日，将其中30辆金龙XMQ6105G6型后置柴油空调公交车分配至新开通的哈尔滨公交552路支线使用[5]。
- 2014年10月27日，因哈尔滨天顺达道路运输有限公司与其他企业合并为全利公交客运集团，本路线变为由全利公交客运集团经营[6]。
- 2015年5月15日，将部分金龙XMQ6105G4型后置柴油空调公交车和金龙XMQ6105G6型后置柴油空调公交车分配至新开通的呼兰河口湿地专线1号线和呼兰河口湿地专线2号线使用[7]。
- 2015年7月，为方便更多居民出行，本路线增加义乌城站、正大集团站、杉杉奥特莱斯广场站[8]。
- 2015年9月12日，因松北大道施工，去往哈站方向取消松北大道-哈药路-河洲街-河曲街走向，改为松北大道-世茂大道-祥安南大街-阳明滩大道-友谊西路-友谊路-河洛街-哈药路-河洲街-河曲街走向。临时取消冰雪大世界站、太阳岛道口站[9]。
- 2015年9月16日，松北大道施工结束，552路恢复原有走向[10]。同时增添曾用于呼兰河口湿地专线2号线的金龙XMQ6106G3型后置柴油空调公交车。
- 2015年11月1日，改为无人售票分段计费，票价不变。
- 2016年12月，将金龙XMQ6106G3型后置柴油空调公交车、金龙XMQ6105G4型后置柴油空调公交车和金龙XMQ6105G6型后置柴油空调公交车分配至哈尔滨公交551路继续使用。同时增添曾用于呼兰河口湿地专线1号线和呼兰河口湿地专线2号线的金龙XMQ6105G4型后置柴油空调公交车和金龙XMQ6105G6型后置柴油空调公交车。

## 车站一览
| 序号 | 車站名稱         | 河曲街方向 位置（下行）      | 呼兰亿兴小区方向 位置（上行） | 换乘轨道交通 |
| ---- | ---------------- | ---------------------------- | ----------------------------- | ------------ |
| 1    | 呼兰亿兴小区     | 共和路/乐水街                | 乐水街                        |              |
| 2    | 四副食           | 南大街/建设南路/工夫市路     | 南大街/建设南路/工夫市路      |              |
| 3    | 大江广厦         | 南大街/码头路/文化路         | 南大街/码头路/文化路          |              |
| 4    | 义乌城           | 哈萝公路                     | 哈萝公路                      |              |
| 5    | 正大集团         | 哈萝公路                     | 哈萝公路                      |              |
| 6    | 富佳新天地       | 利民大道                     | 利民大道                      |              |
| 7    | 杉杉奥特莱斯广场 | 利民大道/杉杉路              | 利民大道                      |              |
| 8    | 学院路道口       | 利民大道/学院路/齐民路       | 利民大道/学院路/齐民路        |              |
| 9    | 大耿家           | 松北大道/万宝大道/江北中环路 | 松北大道/万宝大道/江北中环路  |              |
| 10   | 省农机大市场     | 松北大道/龙川路              | 松北大道/龙川路               |              |
| 11   | 前进道口         | 松北大道/虎园路/滨北街       | 松北大道/虎园路/滨北街        |              |
| 12   | 冰雪大世界       | 松北大道/冰景街              | 松北大道/冰景街               |              |
| 13   | 太阳岛道口       | 松北大道/太阳大道            | 松北大道/太阳大道             |              |
| 14   | 河曲街           | 河曲街/河洲街                | 河曲街/河洲街                 |              |

## 车型图片

### 过去用车型

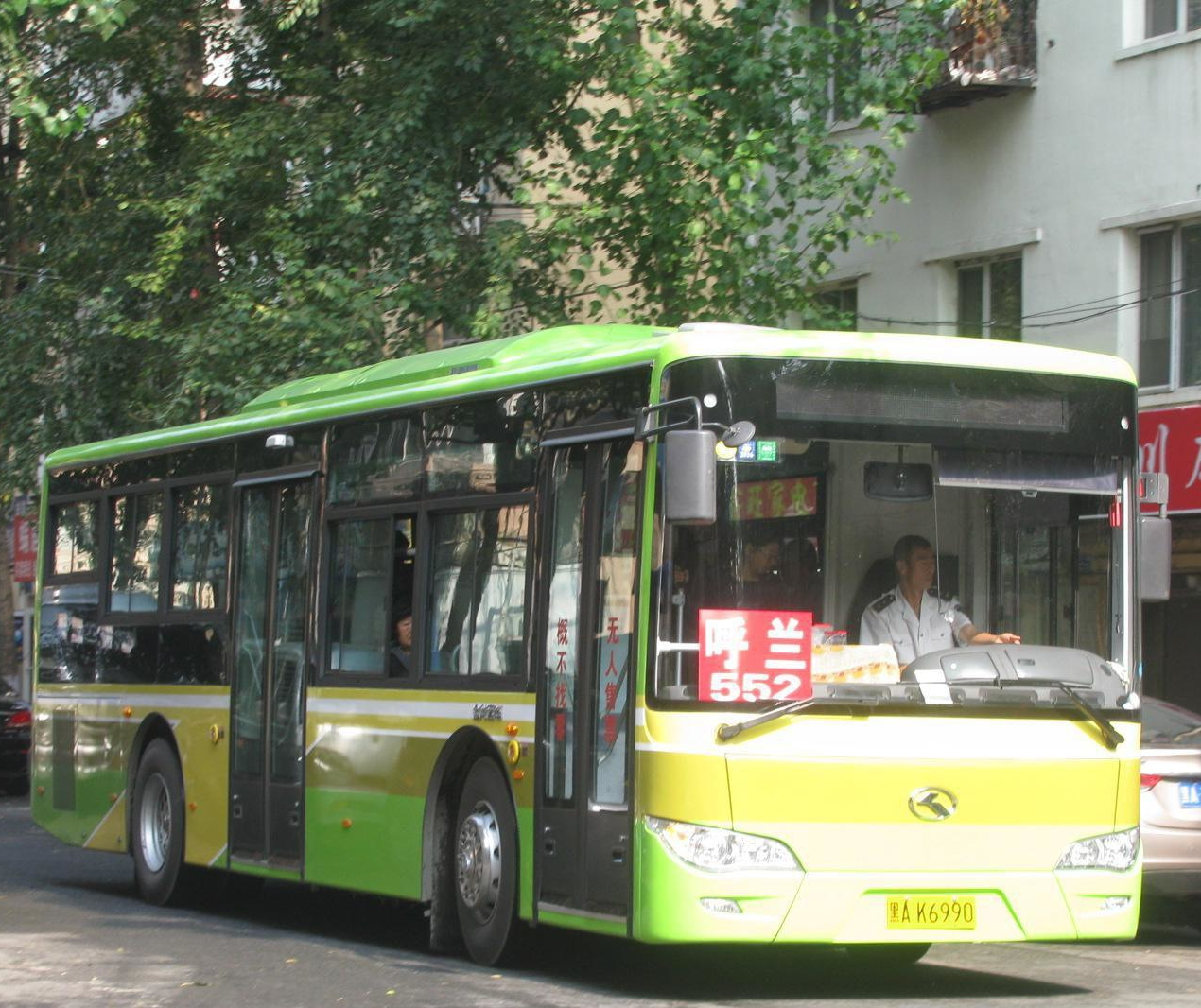
XMQ6106G3（2015年9月-2016年12月）